# 解释级别理论
解释级别理论 (CLT) 是一个社会心理学理论，从心理距离延伸到 (物体和事件) 抽象或实体. 常见释义为，距离物体越远，个体的思维越接近抽象范畴，反之则更具体化。 CLT概念里心理距离包含时间, 空间 社会化距离，通常被认为最重要，
 根据这个理论，人感受事件的心理距离影响包括：
- 时间距离 (时间)
- 空间距离 (物质空间)
- 社会距离 (交互的距离，人与人或团体之间)
- 假定距离 (设想可能性)

心理距离影响的范畴包括我们对事件、他人、观点的看法，是高级还是低级，影响这些看法是抽象还是具体 
高级别的解释发生在人思维抽象化，察觉广阔范围；不关注细节。高级别是，人关注核心解释全局情况或者事物重点。
低级别的解释发生在人思维更关注实体时，同样有关心理距离。当人参与低级解释的时候将更关注现在的细节。主要的目标是外部延展的情况，不是内在状况。

## 级别
CLT 区分精神解释 为两个级别：高级和低级，高级解释是思索大环境的核心图谱，考虑总结性内容试图抓住核心成分。低级解释，是细节导向的思维模式。
例如，一个儿童玩，用两种方式分别解释，高级会形容为孩子在玩，低级描述为孩子具体玩的环境。低级解释注重寻找环境差异，高级注重发现相似。